# سارگیس باغداساریان (سیاستمدار)
سارگیس هایکی باغداساریان (ارمنی: Սարգիս Հայկի Բաղդասարյան ) سیاستمدار اهل ارمنستان بود که از تاریخ ۶ دسامبر ۱۹۲۰ تا تاریخ ۲۹ دسامبر ۱۹۲۰ سمت وزارت دادگستری ارمنستان را برعهده داشت. وی اولین وزیر دادگستری ارمنستان شوروی بوده است.

## یادداشت
1. ↑  Արդարադատության ժողովրդական կոմիսարներ